# Outlying Islands
Outlying Islands è un'opera teatrale del drammaturgo scozzese David Greig, rappresentata in prima assoluta ad Edimburgo nel 2002.

## Trama
Nel 1939 due giovani ornitologi recentementi laureati a Cambridge si recano nelle isole scozzesi per catalogare le colonie di uccelli nativi del posto. I giovani sono l'impulsivo inglese John e Robert, scozzese, conservatore ma ingenuo. Insieme al severo affittuario, Mr Kirk, e alla nipotina Ellen, i due giovani sono gli unici abitanti dell'isola.
Con il passare del tempo, una tensione sessuale nasce tra Robert, John ed Ellen. La ragazza sente il richiamo del suo risveglio sessuale e perde la sua verginità con John. Mentre la minaccia della guerra incombe sull'Europa, i giovani faranno delle scoperte che cambieranno la loro vita.

## Produzioni
La pièce debuttò al Traverse Theatre di Edimburgo il 12 luglio 2002, parte dell'Edinburgh Fringe. Philip Howard curava la regia ed il cast comprendeva: Laurence Mitchell (Robert), Sam Heughan (John), Lesley Hart (Ellen) e Robert Carr nel duplice ruolo di Kirk e del capitano. Il dramma ottenne buone recensioni e la produzione fu trasferita al Royal Court Theatre di Londra dal 5 al 28 settembre dello stesso anno. Per la sua interpretazione, Sam Heughan fu candidato al Laurence Olivier Award all'attore più promettente.
Dal 9 novembre al 2 dicembre 2006 la pièce è andata in scena al Theatre Royal di Bath, con Ben Turner (Robert), Thomas Arnold (John), Ewan Hooper (Mr Kirk) e Ruth Everett (Ellen); la regia ere curata da Loveday Ingram. Una riproposizione di Outlying Islands fu messa in scena al Traverse Theatre di Edimburgo dal 1 al 4 ottobre 2014, con James Rottger (John), Helen Mackay (Ellen), Martin Richardson (Richard) e Crawford Logan (Kirk/Capitano). Dal 9 gennaio al 2 febbraio 2019 la pièce torna sulle scene londinesi al King's Head Theatre di Islington; la regia è di Jessica Lazar, mentre il cast include Rose Wardlaw (Ellen), Jack McMillan (Robert), Tom Machell (John) e Ken Drury (Kirk/Capitano).